# Marcelo Madureira
Marcelo Garmatter Barretto, mais conhecido pelo nome artístico Marcelo Madureira (Curitiba, 24 de maio de 1958), é um comediante brasileiro. Fez parte da equipe que produziu e apresentou entre 1992 e 2010 o programa humorístico "Casseta & Planeta Urgente" pela Rede Globo, tendo também integrado a Banda Casseta & Planeta e apresentado um quadro no Armazém 41, do canal por assinatura GNT. Juntamente com outro integrante do grupo, Hubert de Carvalho Aranha, escreve a Coluna do Agamenon no jornal "O Globo". Foi comentarista do programa 3 em 1 da rádio Jovem Pan, juntamente com Vera Magalhães, Carlos Andreazza e Patrick Santos. Atualmente, é apresentador da rádio BandNews FM RJ e diretor do quadro Cassetadas do programa Faustão na Band.

## Biografia
Marcelo Madureira viveu em Curitiba até os 13 anos, quando mudou-se com a família para o Rio de Janeiro. Filho de ex-militantes do Partido Comunista Brasileiro (PCB), Madureira estudou no Colégio de Aplicação da Universidade Federal do Rio de Janeiro (UFRJ), instituição que, em 2012, chegou a classificar como "um antro de comunismo" e onde começou sua militância em organizações clandestinas de esquerda, tornando-se membro do PCB. Foi também no colégio, no seio das organizações comunistas, que se aproximou do judaísmo, dado a grande comunidade de alunos laica-judaica.
Madureira faz análise desde os 14 anos de idade, hábito cultivado por todos de sua família (inclusive por seus pais). Segundo afirma, "psicanálise é a aeróbica da alma". Mesmo assim, admite ter problemas de relacionamento com outras pessoas e se define uma pessoa de temperamento "difícil, irascível, às vezes".
Ao concluir seus estudos no Colégio de Aplicação, Madureira passou a trabalhar como professor de matemática no programa educacional MOBRAL, de 1975 a 1978.
Graduou-se em engenharia de produção pela Escola de Engenharia da UFRJ em 1983. Paradoxalmente ao posicionamento político que teve na idade adulta, enquanto estudante da UFRJ, em 1979, foi um dos responsáveis pela reestruturação e retomada de uma das mais importantes entidades estudantis brasileiras, o Diretório Central dos Estudantes Mário Prata (DCE-UFRJ). No seio da universidade, inclusive, foi que surgiu o embrião do grupo Casseta & Planeta, em 1978.
Após formado, trabalhou como engenheiro no Departamento de Planejamento do Banco Nacional de Desenvolvimento Econômico e Social (BNDES). Seguiu carreira na instituição e fez pós-graduação em planejamento industrial no Instituto de Reconstrução Industrial (IRI), em Roma, na Itália.

### Casseta & Planeta e Rede Globo
A partir de 1978, juntamente com os colegas Beto Silva e Hélio de la Peña começou a publicar o tabloide humorístico Casseta Popular, que mais tarde teria a adição de Bussunda e Cláudio Manoel, e em 1986 se tornaria a revista mensal Almanaque Casseta Popular. Em 1992, o "Almanaque" fundiu-se ao jornal de humor O Planeta Diário, resultando na revista Casseta & Planeta, que durou até 1995.
Ligado profissionalmente ao Grupo Globo em 1988, passou a trabalhar como colunista, ator e apresentador. Embora afirme fazer "humor sério" (seu irmão mais velho o considerava um "Woody Allen brasileiro"), Madureira paradoxalmente declara que sua "idade mental é de 13, 14 anos a maior parte do tempo".
Com o grupo Casseta & Planeta tendo atuado como roteirista dos programas TV Pirata e Dóris Para Maiores, em 1992, Madureira e seus colegas humoristas ganharam programa próprio, Casseta e Planeta Urgente no horário nobre das noites de terça-feira. Embora o presidente das Organizações Globo, Roberto Marinho, temesse pela repercussão negativa de um programa cujo humor considerava "escatológico", este revelou-se um enorme sucesso, tendo perdurado por 18 anos, até 2010, quatro anos após a morte de Bussunda.

### Carreira pós-2012
Deixou o Grupo Globo em 2012, mantendo, com seus companheiros de programa, o Casseta & Planeta. Passou a trabalhar no Grupo Jovem Pan, estando ligado a esta até 2014. Desde então tem se dedicado a produção de conteúdo e como especialista criativo.

## Vida pessoal
Madureira é faixa-preta de judô, e é casado com a psicanalista Cláudia, com quem tem três filhos.

## Controvérsias
Madureira considera que há no Brasil uma "ditadura da maioria absoluta", a qual tem "dificuldade em conviver com o diferente, com o que não é consensual". Entre os "diferentes", estaria o humor praticado pelo "Casseta & Planeta", vítima do que ele considera uma "militância anti-Casseta" que utilizaria redes sociais "para ofender e até ameaçar". Certamente este "patrulhamento ideológico" era significativamente menor antes de 2003, ano em que os "cassetas" foram classificados pela revista "Veja" como "os artistas mais poderosos do país".
Em 2003, Lula iniciou seu primeiro mandato, o que o torna alvo de alguns humoristas. No "Casseta & Planeta Urgente", o presidente brasileiro era parodiado por Bussunda, o qual faleceu em 2006 durante a cobertura da Copa do Mundo, na Alemanha. Em setembro de 2006, o "casseta" Cláudio Manoel anunciava: "nunca fui eleitor do Lula e nunca esperei muita coisa dele. Acho triste a permanência de um governo em que eu pessoalmente não acredito". O tom das críticas subiria nos anos seguintes, destacando-se aí justamente, Marcelo Madureira. Na noite do primeiro turno da eleição presidencial de 2010, ele declarou ao programa "Manhattan Connection" (GNT, Rede Globo) que Lula era um "impostor, vagabundo e picareta" e que Dilma Rousseff parecia um "travesti de Kim Jong-Il". O trecho polêmico foi censurado pela GNT nas reapresentações posteriores do programa, mas pode ser facilmente assistido no YouTube.
Em 2014, ele foi um dos citados na Lista negra do PT, nome por qual ficou conhecida uma lista de citados em um artigo do então vice-presidente do Partido dos Trabalhadores, Alberto Cantalice, intitulado como "A desmoralização dos pitbulls da grande mídia", em que, além de Madureira, tinha Danilo Gentili, Lobão, Arnaldo Jabor, Reinaldo Azevedo, Diogo Mainardi, Guilherme Fiuza e Demétrio Magnoli chamando-os de "elitistas e os acusando de serem contra os pobres e de fomentarem ódio".
Em agosto de 2019, o humorista foi hostilizado por manifestantes enquanto discursava em um ato em apoio à Operação Lava Jato no Rio de Janeiro, pois sua fala foi bastante crítica ao presidente Jair Bolsonaro, que segundo Madureira, se aliou ao ministro Gilmar Mendes para acabar com a investigação. Afirmou também que votou no ex-capitão, porém que o iria criticar "quantas vezes for necessário pois seu governo está fazendo coisa errada". Crítico histórico dos governos petistas, em 2022 declarou posição pela "defesa da democracia" declarando voto em Lula para "unir forças para que o governo Bolsonaro não permaneça em 2023".

## Personagens

### Reais
- PC Farias
- Bill Clinton
- George W. Bush
- Cid Moreira
- Pedro Bial
- Marta Suplicy
- Evo Morales
- Kim Jong Il

### Fictícias
- Carnavalesco Man, da Legião dos Super-Heróis Brasileiros
- Coisinha de Jesus
- Furico, do Sambabaca
- Capitão Bacalhau
- John Mirolha, piloto da OTAN